# Langenlehsten
Langenlehsten est une commune de l'arrondissement du duché de Lauenbourg, dans le Land du Schleswig-Holstein, en Allemagne.

## Administration

Situation de la commune dans l'arrondissement du duché de Lauenbourg.

Langenlehsten regroupe les quartiers de Fortkrug, Bergholz, Neu Bergholz et Waldfrieden. La commune fait partie de l'Amt de Büchen.

### Héraldique
Le blason est : « De sinople au rameau de noisetier d'or debout avec deux feuilles et trois noisettes d'argent, au chef d'or. »,

## Histoire
Langenlehsten est mentionnée pour la première fois en 1194, sous le nom de Lesten, dans un document de l'évêque Isfried von Ratzeburg. Ce nom original est d'origine sorabe. Au motif de l'éloignement de l'église de Gudow, une chapelle est construite à Langenlehsten. Elle existe encore en 1590, mais est écroulée en 1614. En 1683, il n'en reste plus rien. Le quartier de Fortkrug est fondé en 1704 comme manse sur le gué du bief.
Depuis les années 1800, l'endroit est appelé Langen Lehsten. Avec le temps, les deux mots sont fusionnés pour donner le nom actuel. En 1821, les paysans de Langenlehsten obtiennent la liberté de commerce, mais ce n'est qu'en 1876, qu'ils se voient accorder le droit de posséder des terres. Entretemps, Neu Bergholz est créé en 1864 et 1865, et l'école communale est construite en 1869. En 1889, l'Amt de Gudow est fondé et Langenlehsten en fait partie.
Le téléphone arrive à Langenlehsten en 1922, et l'électricité en 1927. C'est l'avant-dernière commune du duché de Lauenburg à être connectée au réseau de distribution électrique et le quartier de Bergholz ne sera alimenté qu'à partir de 1954. Lors de la dissolution du domaine de Gudow, en 1928, Bergholz, qui en est une dépendance appartenant à la famille noble des Bülow, est attribué à la commune de Langenlehsten, dont la superficie double à cette occasion. Le service des pompiers volontaires est créé en 1934. Auparavant, il y avait une milice de défense contre l'incendie, qui était composée de tous les hommes âgés de 21 à 56 ans.
Le quartier de Waldfrieden est créé en 1946. En 1956, l'école communale est modernisée, mais elle ferme à la fin de l'année scolaire 1970-1971. Les scolaires sont alors rattachés à Büchen. Le bâtiment inutilisé est vendu en 1999 et l'argent de la vente permet de construire un nouveau centre communautaire.
En 1971, l'Amt de Gudow-Sterley est créé, par fusion des Ämter de Gudow et Sterley, et Langenlehsten lui est rattaché. Lors de la dissolution de cet Amt, le 1er janvier 2007, Langenlehsten rejoint l'Amt de Büchen.

## Démographie
| 2003 | 2006 | 2007 | 2008 | 2010 |
| ---- | ---- | ---- | ---- | ---- |
| 167  | 164  | 162  | 161  | 154  |